# Stadion Hrazdan
Stadion Hrazdan (arménsky Հրազդան» մարզադաշտ) je víceúčelový sportovní stadion v hlavním městě Arménie Jerevanu, na němž hraje své domácí zápasy arménská fotbalová reprezentace. V letech 1992–2011 zde hrál i klub Kilikia FC. Byl postaven v roce 1970 a pojmenovaný je podle arménské řeky Hrazdan, která protéká Jerevanem. Po rekonstrukci z roku 2008 byla všechna místa obsazena sedačkami a kapacita se snížila ze 75 000 na současných 53 849 diváků. Před rozpadem SSSR patřil z hlediska kapacity mezi 4 největší sportovní stadiony v Sovětském svazu.